# How to Talk to Girls at Parties (película)
How to Talk to Girls at Parties —titulada en español como Cómo enamorar a una chica punk— es una película de comedia romántica y ciencia ficción dirigida por John Cameron Mitchell y escrita por Philippa Goslett y Cameron Mitchell, basada en la historia corta del mismo nombre escrita por Neil Gaiman. Es protagonizada por Elle Fanning, Alex Sharp, Nicole Kidman, Ruth Wilson, y Matt Lucas.
La película tuvo su premier en el Festival de Cannes 2017 el 21 de mayo de 2017. Fue estrenada en el Reino Unido el 11 de mayo de 2018, por StudioCanal UK, y en Estados Unidos el 25 de mayo de 2018, por A24.

## Sinopsis
En Londres, durante el año de 1977, Enn, un adolescente tímido loco por la música, se cuela con sus amigos en una fiesta y allí conocen a unas hermosas extraterrestres que están en la Tierra para cumplir un extraño rito. Enn se enamora perdidamente de la rebelde Zan.

## Reparto
- Elle Fanning como Zan.
- Alex Sharp como Enn.
- Nicole Kidman como Queen Boadicea.
- Ruth Wilson como PT Stella.
- Matt Lucas como PT Wain.
- AJ Lewis como Vic.
- Ethan Lawrence como John.
- Edward Petherbridge como PT First.
- Joanna Scanlan como Marion.
- Tom Brooke como PT Waldo.
- Martin Tomlinson como Slap.

## Producción
Una adaptación cinematográfica de How to Talk to Girls at Parties fue programada para filmación por See-Saw Films en Reino Unido en otoño de 2015, sería producida por Howard Gertler junto a Iain Canning y Emile Sherman.

### Filmación
La fotografía principal comenzó el 9 de noviembre de 2015 wn Sheffield.

## Estreno
En septiembre de 2015, A24 obtuvo los derechos de distribución en Estados Unidos. Tuvo su premier en el Festival de Cannes el 21 de mayo de 2017. Fue estrenada en el Reino Unido el 11 de mayo de 2018 y en Estados Unidos el 25 de mayo de 2018.